# Amitostigma keiskei
Amitostigma keiskei là một loài lan.

## Hình ảnh

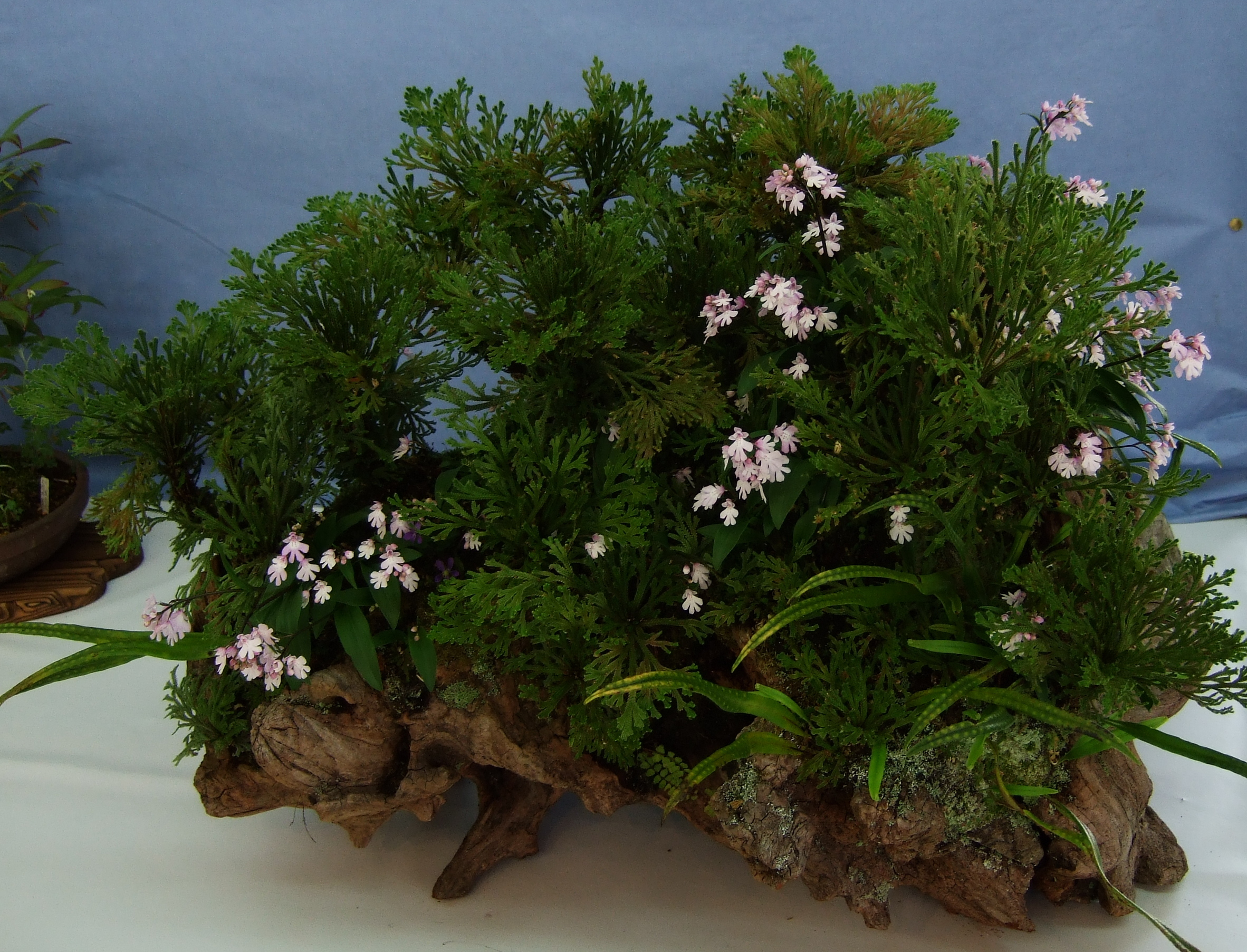